# Orange (phần mềm)
Orange là hệ điều hành nhân bản của Linux (dòng Minimal X của OpenSUSE). Hệ điều hành này dựa trên kiến trúc x86 (32-bit) của Intel và chạy được dưới bộ vi x86 của Intel hay AMD. Orange 1.0.0 là hệ điều hành giống như Windows 1.0 của Microsoft. Orange 1.0.0 sử dụng công nghệ X của SUSE.inc. Hiện phiên bản này chưa được bán với dạng đĩa CD/DVD mà dưới dạng tải về file.iso để dùng trong máy ảo.
Orange 1.0.0 sử dụng LibreOffice, Mozilla Firefox và các ứng dụng x86 khác của hãng SUSE. Một điều khá kỳ lạ là tác giả của Orange là một đứa trẻ 9 tuổi, đây là bước ngoặt mới trong ngành tin học.
Các hệ điều hành khác của Orange:
- Orange Server 2013: Dựa trên nền tảng server của Linux.
- Orange Firefox: Dựa trên nền tảng Web OS.